# Isolepis praetextata
Isolepis praetextata är en halvgräsart som först beskrevs av Elizabeth Edgar, och fick sitt nu gällande namn av Jiří Soják. Isolepis praetextata ingår i släktet borstsävssläktet, och familjen halvgräs. Inga underarter finns listade i Catalogue of Life.